# Karl Stenersen
Karl Stenersen (født 24. juni 1899, død 3. marts 1983) var en norsk arkitekt.
Steinersen blev uddannet fra NTH i 1924. I 1925–26 var han ansat hos Holger Sinding-Larsen og i 1926–33 hos Kristofer Lange. Fra 1933 havde han sin egen virksomhed i Oslo. Under krigen arbejdede han med genopbygning af krigshærgede steder i Molde og Vestnes. Efter krigen arbejdede han atter med sin egen virksomhed i Oslo. Blandt hans værker er en håndfuld T-banestationer i Oslo og tre kirker i Valdres.

## Udvalgte byggerier
- Toetages murede rækkehuse med 39 lejligheder på Ullevålsalleen og Akersborg terrasse, Oslo (opført 1936–37)
- Regulering af Tresfjord museum (åbnet 1949)
- Tisleidalen kirke, Nord-Aurdal (tegnet 1957, indviet 1958)
- Øyjar kapell, Vestre Slidre (1964)
- T-banestationer på Grorudbanen i Oslo (åbnet 1966): Rødtvet og Kalbakken
- T-banestationer på Østensjøbanen i Oslo (åbnet 1967): Hellerud, Godlia og Skøyenåsen
- Tingnes kirke, Nord-Aurdal (1972)